# 제주동부경찰서
제주동부경찰서(濟州東部警察署, Jeju Dongbu Police Station)는 제주특별자치도경찰청 소속 경찰서 중 하나이다. 제주특별자치도 제주시 일부지역을 관할한다. 제주특별자치도 제주시 동광로 66에 위치하고 있다.
서장은 총경으로 보한다.

## 조직
| - 청문감사관실 - 112종합상황실 - 경무과 | - 생활안전과 - 여성청소년과 - 수사과 | - 형사과 - 경비교통과 - 정보보안과 |

## 관할 파출소 및 지구대
제주동부경찰서는 3개의 지구대와 6개의 파출소를 산하에 두고 있다.
| 명칭       | 사진 | 주소         | 관할구역                                                                              | 치안센터 |
| ---------- | ---- | ------------ | ------------------------------------------------------------------------------------- | -------- |
| 중앙지구대 |      | 북성로 3     | 일도1동, 건입동 일부, 용담1동 일부, 삼도1·2동 일부, 일도2동 일부, 이도1동 일부        |          |
| 남문지구대 |      | 연신로 6     | 아라2동, 아라1동 일부, 일도2동 일부, 이도1·2동 일부, 건입동 일부, 화북2동 일부        |          |
| 오라지구대 |      | 서광로 182   | 오라1·2동, 도남동, 오등동, 용담1동 일부, 삼도1·2동 일부, 이도1·2동 일부, 아라1동 일부 |          |
| 삼양파출소 |      | 일주동로 397 | 삼양1·2·3동, 화북1·2동, 봉개동, 도련1·2동, 회천동, 용강동                             |          |
| 조천파출소 |      | 신북로 265   | 조천읍 일부                                                                           |          |
| 함덕파출소 |      | 신북로 515   | 조천읍 일부                                                                           |          |
| 구좌파출소 |      | 구좌로 45    | 구좌읍                                                                                |          |
| 우도파출소 |      | 우도로 21    | 우도면                                                                                |          |
| 추자파출소 |      | 대서3길 2    | 추자면                                                                                |          |

## 같이 보기
- 제주특별자치도지방경찰청